# Cratere Margulis
Margulis è un cratere sulla superficie di Marte.